# Périssoire

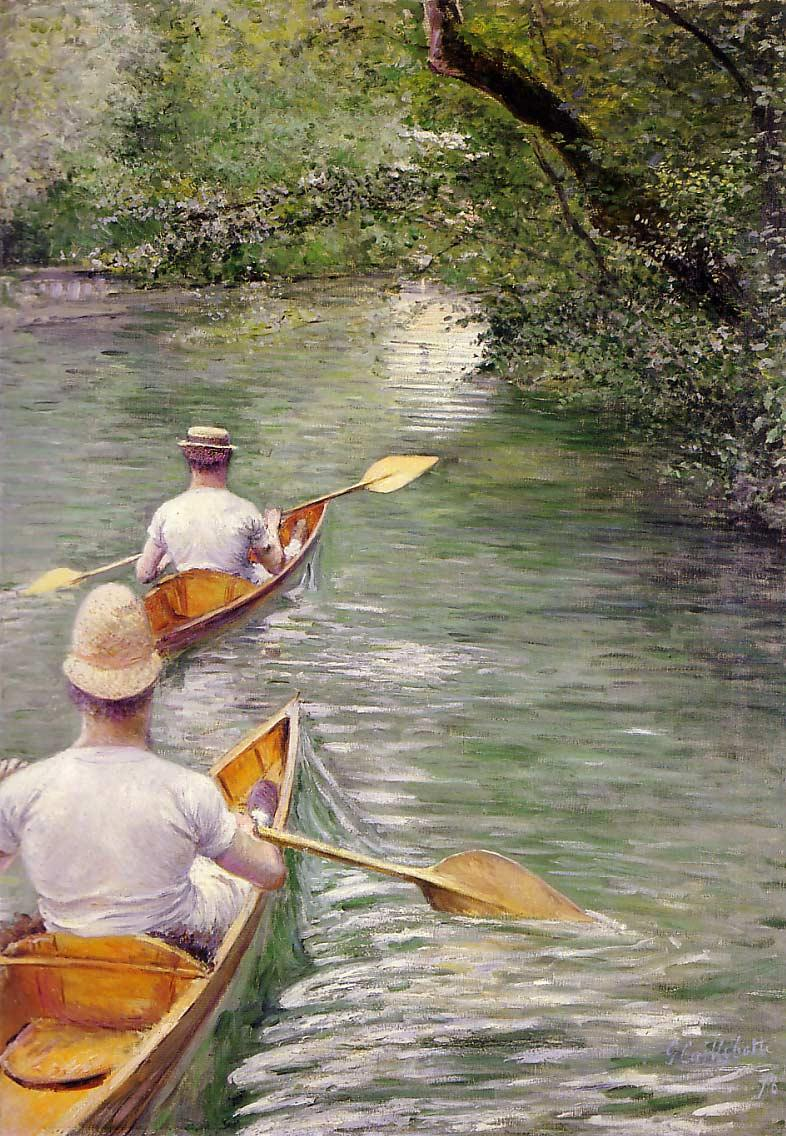
Tableau de Gustave Caillebotte, 1878.

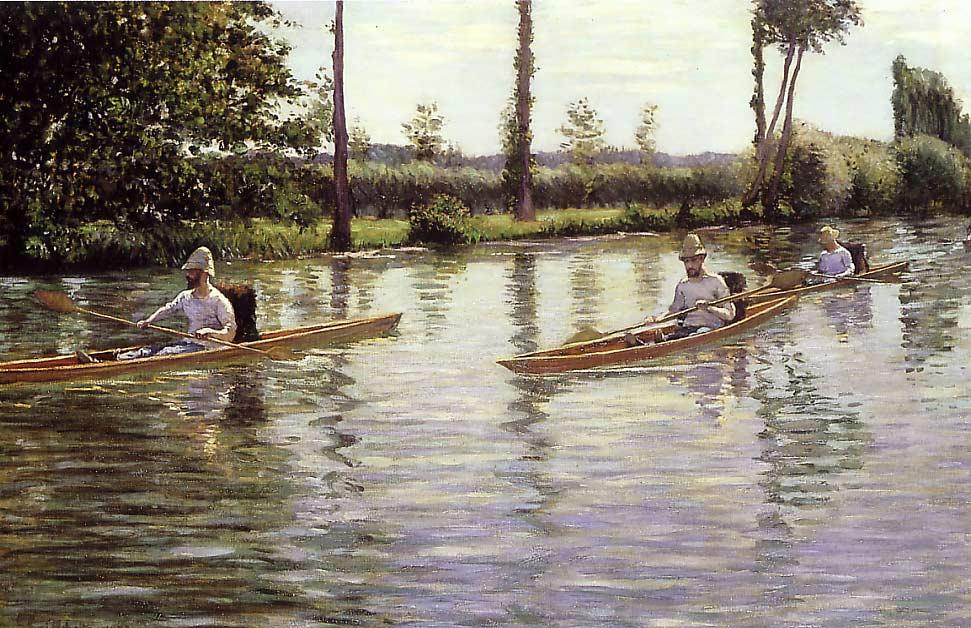
Tableau de Gustave Caillebotte, 1877.

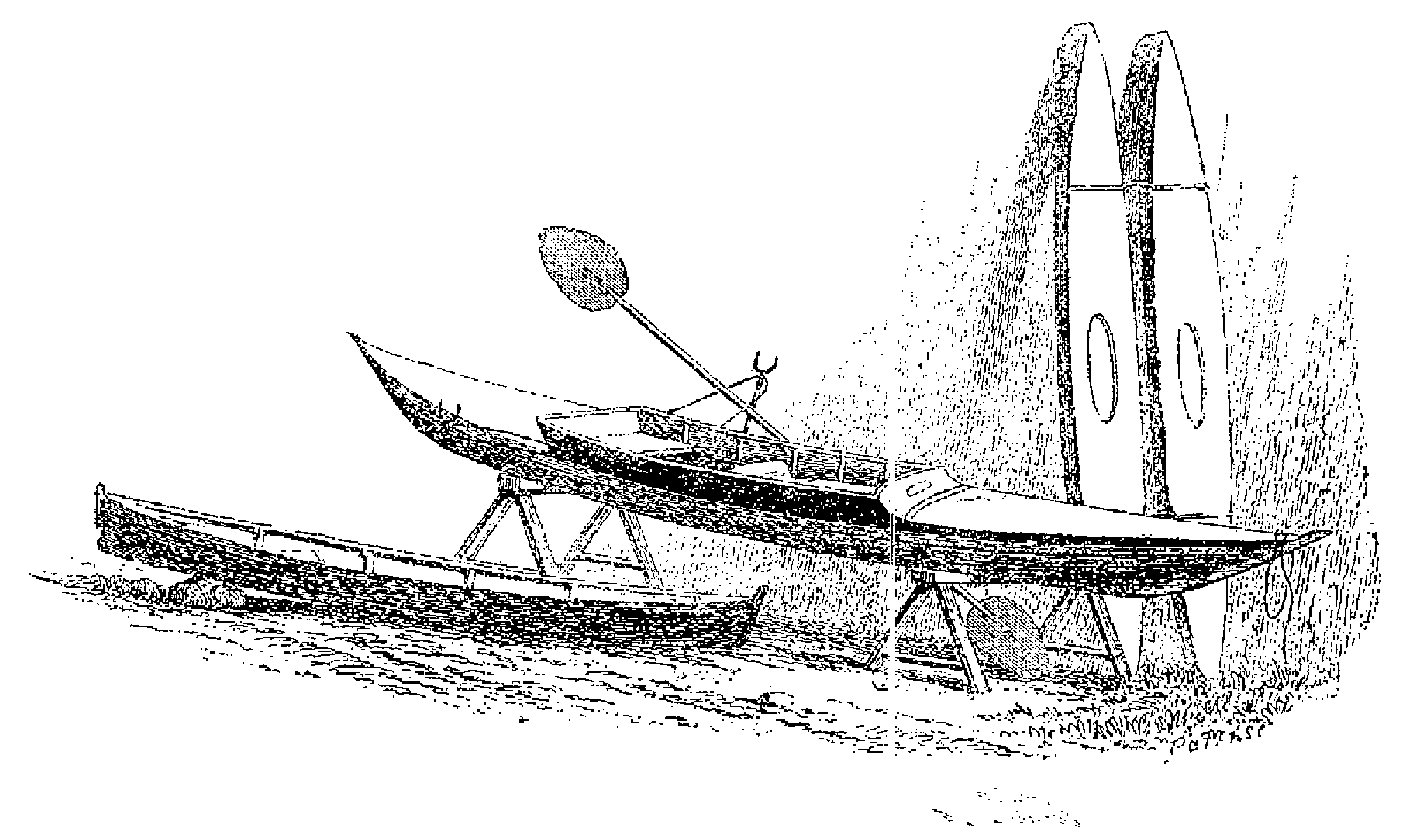
Diagramme, 1891.

La périssoire est un type de canot long d'environ 3,5 mètres à 4 mètres pour la périssoire monoplace destinée à la balade, à près de 8 mètres pour la « périssoire de course ».
Sa construction à bouchain vif est le plus souvent très simple, parfois deux planches pour les côtés et une pour le fond du bateau suffisent. C'est en général un bateau étroit et instable donc périlleux, d’où son nom.

## Historique
L'origine de la périssoire est ancienne, elle est issue de l'évolution de la pirogue monoxyle (creusée dans un seul tronc d'arbre). On la trouve dans le sud des États-Unis sous l'appellation Cajun pirogue, la « pirogue cadienne », en référence à son utilisation par les Français établis en Louisiane.
Elle fut très en vogue comme petit canot de plaisance aux XIXe et XXe siècles en Europe, avant d'être détrônée par les canoës importés du Canada durant la première moitié du XXe siècle. Elle se manœuvre à la pagaie double, ce qui l'apparente à l'embarcation cousine le kayak (d'origine inuite). Elle s'en différencie par sa construction en planches, et non pas en ossature bois ou os recouverte de peau ou de toile, et ses sections souvent quasi rectangulaires.
La périssoire a constitué un sujet de tableaux pour Gustave Caillebotte, très adepte de nautisme, et pour Maurice de Vlaminck. Alfred Jarry en posséda une à partir de 1896, appelée L'As.
Comme l'étymologie périr l'y incite, on utilise ce mot péjorativement pour désigner une embarcation facilement chavirable.
La revue Camping a édité un manuel de construction assorti de plans, intitulé Construction de canoës et kayaks et paru en 1945.